# Reinberg-Dobersberg
Reinberg-Dobersberg (früher bloß Reinberg) ist eine Ortschaft und eine Katastralgemeinde der Marktgemeinde Kautzen im Bezirk Waidhofen an der Thaya im niederösterreichischen Waldviertel mit 32 Einwohnern (Stand 1. Jänner 2024).

## Geografie
Das von Kautzen nordwestlich liegende Dorf befindet westlich des Mühlberges (642 m ü. A.) und nordwestlich des Schanzberges (650 m ü. A.) und wird über den Romaubach zur Lainsitz hin entwässert. Der Ort ist über die Landesstraße L8165 erreichbar. Zur Ortschaft zählen weiters die Rotten Radschin und Schwarzteichbreiten sowie die vom Schwarzteich gespeiste, ehemalige Neumühle. Am 1. April 2020 umfasste die Ortschaft insgesamt 39 Adressen.

## Geschichte
Die Einwohner waren durchaus Kleinhäusler, berichtete Schweickhardt im 19. Jahrhundert, die ein oder auch mehrere Joch Überländgründe besaßen, womit sie Ackerbau betrieben, auch über etwas Vieh verfügten und letztlich zusammen mit der Baumwollweberei ihren Lebensunterhalt bestreiten konnten. Auch die vom Schwarzbach angetriebene Mühle wurde damals erwähnt.
Im Jahr 1822 wurde der Ort als Dorf mit 32 Häusern genannt, das nach Kautzen eingepfarrt war, wohin auch die Kinder eingeschult wurden. Die Herrschaft Dobersberg besaß die Ortsobrigkeit, übte die Landgerichtsbarkeit aus, besorgte die Konskription und hatte die Grundherrschaft inne. Laut Adressbuch von Österreich waren im Jahr 1938 in der Ortsgemeinde Reinberg-Dobersberg ein Gemischtwarenhändler und eine Mühle mit Sägewerk ansässig. Im Zuge der Niederösterreichischen Kommunalstrukturverbesserung trat die damalige Ortsgemeinde Reinberg-Dobersberg per 1. Jänner 1971 der Marktgemeinde Kautzen bei.